# П'єр Жан Жорж Кабаніс
Кабані́с П'єр Жан Жорж (5 червня 1757 — 5 травня 1808) — французький філософ, лікар. Психічні та соціальні явища зводив (за вульгарним матеріалізмом) до фізіологічних процесів. Під кінець життя став віталістом. За політичними поглядами — жирондист, засуджував якобінський терор, брав участь в контрреволюційному перевороті 18 брюмера і сприяв встановленню влади Наполеона I.
Кабаніс поряд з іншими французькими еволюціоністами причетний до витоків поняття ідеологія для позначення науки про біологічні основи мислення.